# Campeonato Europeo Sub-18 1956
El Campeonato Europeo Sub-18 1956 se jugó en Hungría del 28 de marzo al 2 de abril y contó con la participación de 16 selecciones juveniles de Europa.
Como en la edición anterior, no hubo un campeón, solamente se jugó la fase de grupos y el ganador de cada grupo fue considerado como campeón.

## Participantes
| - Austria - Bélgica - Bulgaria - Checoslovaquia | - Alemania Democrática - Inglaterra - Francia - Alemania Federal | - Grecia - Hungría (anfitrión) - Italia - Polonia | - Rumania - Sarre - Turquía - Yugoslavia |

## Grupo A
| País             | J | G | E | P | GF | GC | GD | Pts |
| ---------------- | - | - | - | - | -- | -- | -- | --- |
| Hungría          | 3 | 2 | 1 | 0 | 6  | 3  | +3 | 5   |
| Alemania Federal | 3 | 1 | 1 | 1 | 2  | 2  | 0  | 3   |
| Bulgaria         | 3 | 1 | 0 | 2 | 3  | 4  | –1 | 2   |
| Inglaterra       | 3 | 1 | 0 | 2 | 5  | 7  | –2 | 2   |

| 28 Marzo | Hungría          | 0–0 | Alemania Federal |
|          | Bulgaria         | 2–1 | Inglaterra       |
| 30 Marzo | Alemania Federal | 1–0 | Bulgaria         |
|          | Hungría          | 4–2 | Inglaterra       |
| 1 abril  | Bulgaria         | 1–2 | Hungría          |
|          | Inglaterra       | 2–1 | Alemania Federal |

## Grupo B
| País    | J | G | E | P | GF | GC | GD | Pts |
| ------- | - | - | - | - | -- | -- | -- | --- |
| Italia  | 3 | 2 | 0 | 1 | 5  | 2  | +3 | 4   |
| Francia | 3 | 2 | 0 | 1 | 4  | 3  | +1 | 4   |
| Sarre   | 3 | 1 | 1 | 1 | 3  | 5  | –2 | 3   |
| Bélgica | 3 | 0 | 1 | 2 | 5  | 7  | –2 | 1   |

| 28 Marzo | Sarre   | 1–0 | Francia |
|          | Italia  | 2–1 | Bélgica |
| 30 Marzo | Bélgica | 2–3 | Francia |
|          | Italia  | 3–0 | Sarre   |
| 1 abril  | Sarre   | 2–2 | Bélgica |
|          | Francia | 1–0 | Italia  |

## Grupo C
| País       | J | G | E | P | GF | GC | GD | Pts |
| ---------- | - | - | - | - | -- | -- | -- | --- |
| Rumania    | 3 | 2 | 1 | 0 | 6  | 2  | +4 | 5   |
| Polonia    | 3 | 1 | 1 | 1 | 4  | 4  | 0  | 3   |
| Yugoslavia | 3 | 0 | 2 | 1 | 2  | 3  | –1 | 2   |
| Austria    | 3 | 1 | 0 | 2 | 4  | 7  | –3 | 2   |

| 29 Marzo | Yugoslavia | 1–1 | Rumania    |
|          | Polonia    | 3–2 | Austria    |
| 31 Marzo | Austria    | 1–0 | Yugoslavia |
|          | Rumania    | 1–0 | Polonia    |
| 2 abril  | Rumania    | 4–1 | Austria    |
|          | Polonia    | 1–1 | Yugoslavia |

## Grupo D
| País                 | J | G | E | P | GF | GC | GD | Pts |
| -------------------- | - | - | - | - | -- | -- | -- | --- |
| Checoslovaquia       | 3 | 2 | 1 | 0 | 4  | 1  | +3 | 5   |
| Turquía              | 3 | 1 | 1 | 1 | 4  | 2  | +2 | 3   |
| Alemania Democrática | 3 | 0 | 3 | 0 | 3  | 3  | 0  | 3   |
| Grecia               | 3 | 0 | 1 | 2 | 1  | 6  | –5 | 1   |

| 29 Marzo | Grecia               | 0-2 | Checoslovaquia       |
|          | Alemania Democrática | 1–1 | Turquía              |
| 31 Marzo | Checoslovaquia       | 1–1 | Alemania Democrática |
|          | Turquía              | 3–0 | Grecia               |
| 2 abril  | Checoslovaquia       | 1–0 | Turquía              |
|          | Alemania Democrática | 1–1 | Grecia               |